# خانه حسین حسن‌نژاد
خانه حسین حسن‌نژاد مربوط به دوره پهلوی اول است و در بافت قدیم شیراز، محله میدان شاه، اول کوچه باغ ایلخانی واقع شده و این اثر در تاریخ ۱۰ خرداد ۱۳۸۲ با شمارهٔ ثبت ۹۰۱۱ به‌عنوان یکی از آثار ملی ایران به ثبت رسیده است.